# Juan Píriz
Juan Emilio Píriz est un joueur de football uruguayen, né le 17 mai 1902 à Montevideo et mort le 23 mars 1946, ayant joué au poste de centre droit ou d'ailier droit, en sélection nationale, au Larrañaga, au Nacional, et surtout au Defensor Sporting.
Son frère cadet, Conduelo Píriz, du Nacional et né en 1905, fut remplaçant lors du titre mondial de la Coupe du monde de football 1930. 

## Palmarès
- 14 sélections de 1928 à 1938 (5 buts)[1]
- Champion olympique en 1928
- Champion d'Amérique du Sud en 1935